# TV4-nyheterna Halland
TV4-nyheterna Halland var en av TV4-gruppens 25 lokala stationer. Stationen producerade lokala nyheter. Korta nyhetssändningar sändes vardagsmorgnar varje halvslag i Nyhetsmorgon samt i 19.00-sändningen och 22.30 på måndag-torsdagar. Programmet sändes från Malmö, men inslagen producerades av journalister i Halmstad.